# پول کثیف (فیلم)
پول کثیف (به انگلیسی: Mad Money) فیلمی محصول سال ۲۰۰۸ و به کارگردانی کالی خوری است. در این فیلم بازیگرانی همچون دایان کیتن، کویین لطیفه، کیتی هلمز، تد دنسن، استیون روت، کریستوفر مک‌دونالد، ادام روتنبرگ، راجر کراس، جی. سی. مک‌کنزی و فینسی میتچل ایفای نقش کرده‌اند.